# سید محمدکاظم مرتضوی
سید محمدکاظم مرتضوی (زادهٔ ۱۳۳۲ در ابرکوه) نمایندهٔ حوزهٔ انتخابیهٔ مهریز، بافق، بهاباد، ابرکوه و خاتم در دورهٔ ششم مجلس شورای اسلامی بوده‌است.